# Haplophthalmus pumilio
Haplophthalmus pumilio är en kräftdjursart som beskrevs av Karl Wilhelm Verhoeff 1944. Haplophthalmus pumilio ingår i släktet Haplophthalmus och familjen Trichoniscidae. Inga underarter finns listade i Catalogue of Life.